# Какламанис, Никитас
Никитас Какламанис (греч. Νικήτας Κακλαμάνης; род. 1 апреля 1946, Андрос) — с января 2025 года спикер парламента Греции, вице-спикер парламента с 6 февраля 2015 по 4 июля 2023 года, 77-й мэр города Афины с 1 января 2007 года до 31 декабря 2010 года, один из ведущих политиков партии Греции Новая демократия.

## Биография
Какламанис изучал медицину в медицинской институте Афинского университета имени Каподистрии. Имел медицинскую практику в Янине. В период с 1975 по 1981 год работал в госпитале Аретейо (англ. Aretaieio Hospital) в Афинах. В 1980 году получил вторую специальность как врач-онколог. Получил степень доктора наук в 1981 году.
Занимал должность генерального секретаря общегреческой медицинской ассоциации в период с 1984 по 1989 год. Впоследствии был избран депутатом парламента по партийному списку «Новой демократии».
В 2004 году стал министром здравоохранения и социальной взаимопомощи Греции. С 2007 года занимал должность мэра столицы страны — города Афины. В 2010 году Никитас Какламанис баллотировался в мэры Афин на второй срок. На местных выборах в том году мэром был избран кандидат Всегреческого социалистического движения (ПАСОК) Йоргос Каминис.
Какламанис покинул «Новую демократию» и участвовал в выборах мэра Афин 2014 года уже как кандидат правопопулистского Союза за родину и народ.